# Antimáchia
Antimáchia (grec moderne : Αντιμάχεια) est une localité située dans le dème de Kos, dans le district régional de Kos, dans la périphérie d'Égée-Méridionale, en Grèce.
Selon le recensement de 2021, elle compte 2 143 habitants.
Antimáchia présente un intérêt touristique car à proximité du village se trouve le château vénitien homonyme des chevaliers de l'ordre de Saint-Jean de Jérusalem, qui a été détruit lors des tremblements de terre de 1926. Les murs du château sont conservés en assez bon état, tandis qu'à l'intérieur du château se trouvent deux anciennes églises, Agía Paraskeví et Ágios Nikoláos.
Dans l'Antiquité, sur les rives de la rivière Kypárissos, qui traverse Antimáchia, les Kosiens et autres Dodécanais honoraient et célébraient Asclépios,.